# August Dieckhoff
August Dieckhoff (* 6. Juni 1805 in Stettin; † 10. März 1891 in Bonn; vollständiger Name: Carl Christian August Dieckhoff):257 und 453 war ein deutscher Architekt und preußischer Baubeamter.

## Leben
August Dieckhoff studierte seit der zweiten Hälfte der 1820er-Jahre an der Berliner Bauakademie. Bereits im Jahr 1827 wurde er Mitglied im Architektenverein zu Berlin, an dessen Monatskonkurrenzen er wiederholt teilnahm oder Vorträge vor den Mitgliedern hielt. 1844 legte er die Baumeisterprüfung ab. In der Zwischenzeit war er unter anderem für Karl Friedrich Schinkel als Kondukteur bei dessen Altstädtischer Kirche in Königsberg tätig (1836). Ab 1845 ist er in Berlin als Privatbaumeister nachweisbar, wobei er auch in dieser Zeit Bauaufgaben für staatliche Stellen ausführte, so 1853 für das Justizministerium. Im Jahr 1855 erhielt Dieckhoff seine Ernennung zum Landbaumeister.
Unter gleichzeitiger Beförderung zum Bauinspektor wurde Dieckhoff 1857 nach Bonn versetzt, um als Universitätsbaumeister die Erweiterung der baulichen Anlagen der Rheinischen Friedrich-Wilhelms-Universität umzusetzen. Während seiner 14-jährigen Bonner Schaffensphase entstanden insbesondere die Frauenklinik und das Chemische Institut sowie die Entwürfe zur Neuen Anatomie, die unter seinem Nachfolger Jacob Neumann ausgeführt wurde. Ebenso führte Dieckhoff mehrere Kirchen aus, an Privatbauten ist lediglich die Villa Troost bekannt. Nach zahlreichen Besitzerwechseln und Um- sowie Erweiterungsbauten dient diese seit 1950 als (seit 1994 zweiter) Amts- und Wohnsitz des Bundespräsidenten der Bundesrepublik Deutschland. 1871 erfolgte dann Dieckhoffs Versetzung als Leiter der Kreisbauinspektion Aachen. Dort ging er zum 1. April 1887 als Kreisbauinspektor in den Ruhestand.
Stilistisch war Dieckhoff von Friedrich August Stüler, Heinrich Strack und Karl Friedrich Schinkel geprägt, in deren Umfeld er bereits früh tätig wurde. Dies zeigte sich bereits bei seinen Teilnahmen an den Monatskonkurrenzen des AVB in den frühen 1830er-Jahren:568 und setzte sich in seinem Bonner Werk fort.:77
Dieckhoff war seit 1854 mit Caroline geb. Gutzkow, Witwe des Stadtwundarztes Heinrich Christian Bungenstab und ältere Schwester des Schriftstellers Karl Gutzkow, verheiratet. Der Schauspieler Hermann Haack war sein Adoptivsohn.

## Werk
- 1832:–9999 Berlin, Wettbewerbsentwurf für ein Schützenhaus, Monatskonkurrenz des Architekten- und Ingenieurvereins, Mai 1832[5][2]
- 1832:–9999 Berlin, Wettbewerbsentwurf für ein Molkenhaus, Monatskonkurrenz des Architekten- und Ingenieurvereins, Juli 1832[6][2]
- 1832:–9999 Berlin, Wettbewerbsentwurf für ein Vogelhaus, Monatskonkurrenz des Architekten- und Ingenieurvereins, August 1832[7][8][2]
- 1833:–9999 Berlin, Wettbewerbsentwurf für eine Bildergalerie, Monatskonkurrenz des Architekten- und Ingenieurvereins, Februar 1833[9][2]
- 1852–1853: Berlin, Petrikirche, Bauausführung unter Heinrich Strack[2] Kriegszerstört.
- 1854:–9999 Königsberg in der Neumark, Bau eines neuen Turms an der Marienkirche[2]
- 1861–1862: Bonn, Villa Troost[10]
- 1863–1865: Bonn-Oberkassel, Katholische Pfarrkirche St. Cäcilia[11]
- 1863–1872: Bonn, Frauenklinik (Bauleitung durch Jacob Neumann)[1]:144–170[10]
- 1864–1868: Bonn, Chemisches Institut (Universitätslaboratorium)[1]:112–122[10][12]:25[13]:158–160 u. Abb. 4–6[14]:253–255[4]:74–81
- 1867:–9999 Bonn, Erster allgemeiner Entwurf zur Bebauung für die klinischen Neubauten der Universität[15]
- 1868–1872: Bonn, Evangelische Kirche[10]
- 1868–1872: Bonn, Anatomisches Institut[11] (ausgeführt von Jacob Neumann)[1]:171–198[13]:160–162 u. Abb. 7–9 Nach anderer Quelle 1869–1871 erbaut.[14]:125[14]:255–256[4]:67–72
- 1870–1872: Bergheim, Katholische Pfarrkirche[11]
- nach 1871:- Aachen, Projekt zu einem Aufsatzgeschoss auf das Polizeipräsidium (Pontstraße) von Friedrich Ark[10]
- 1879:–9999 Aachen, Infanteriekaserne[10]
- 1884–1886: Aachen, Kaiser-Wilhelm-Gymnasium[11][16]:149f und Abb. 28
- 1884–1888: Aachen, Land- und Amtsgericht[17]

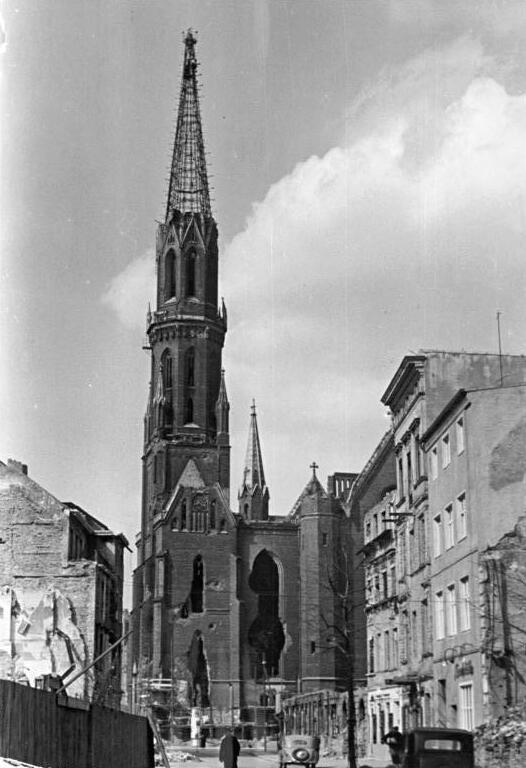
Petrikirche in Berlin, 1951
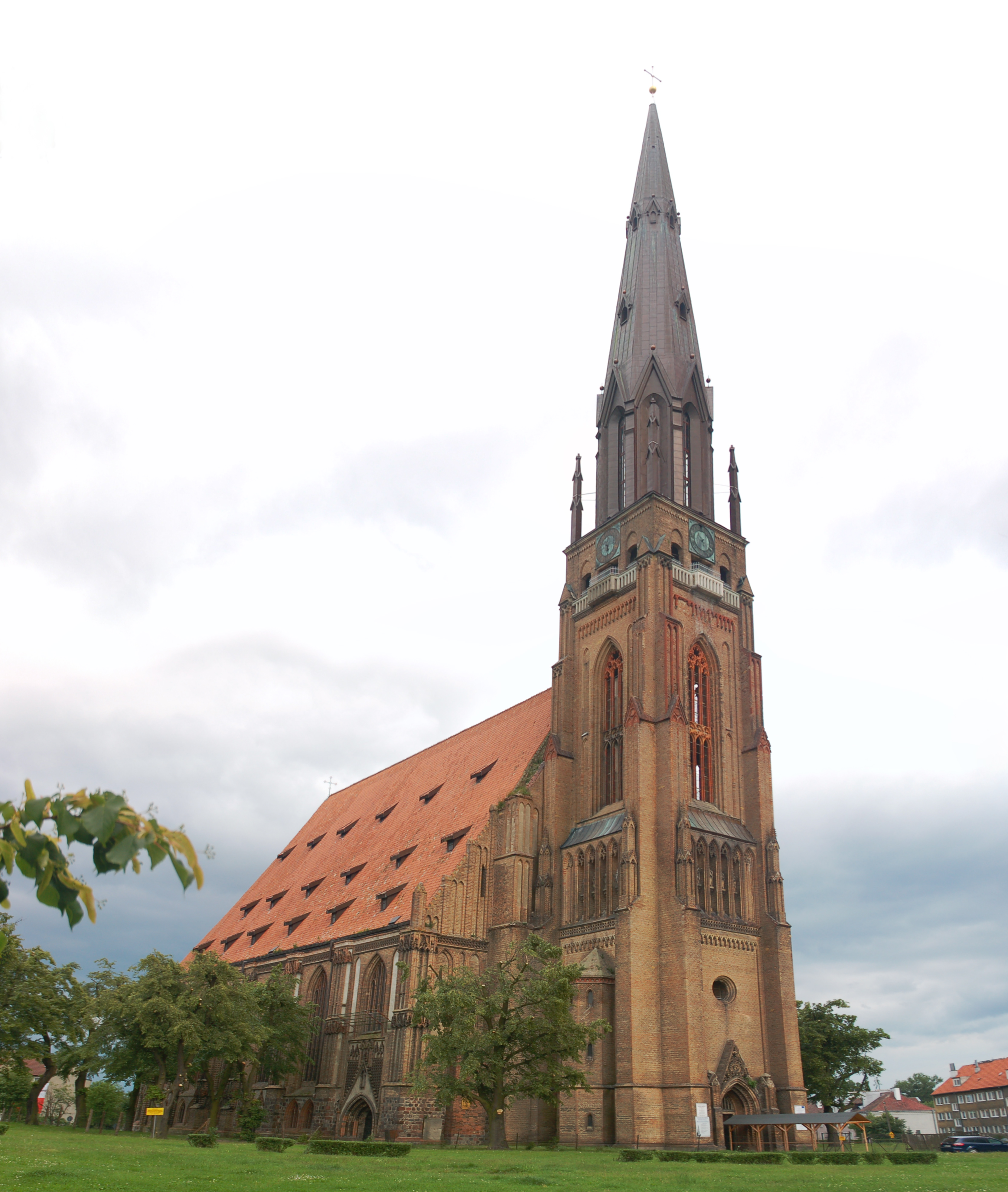
Marienkirche in Königsberg, 2009
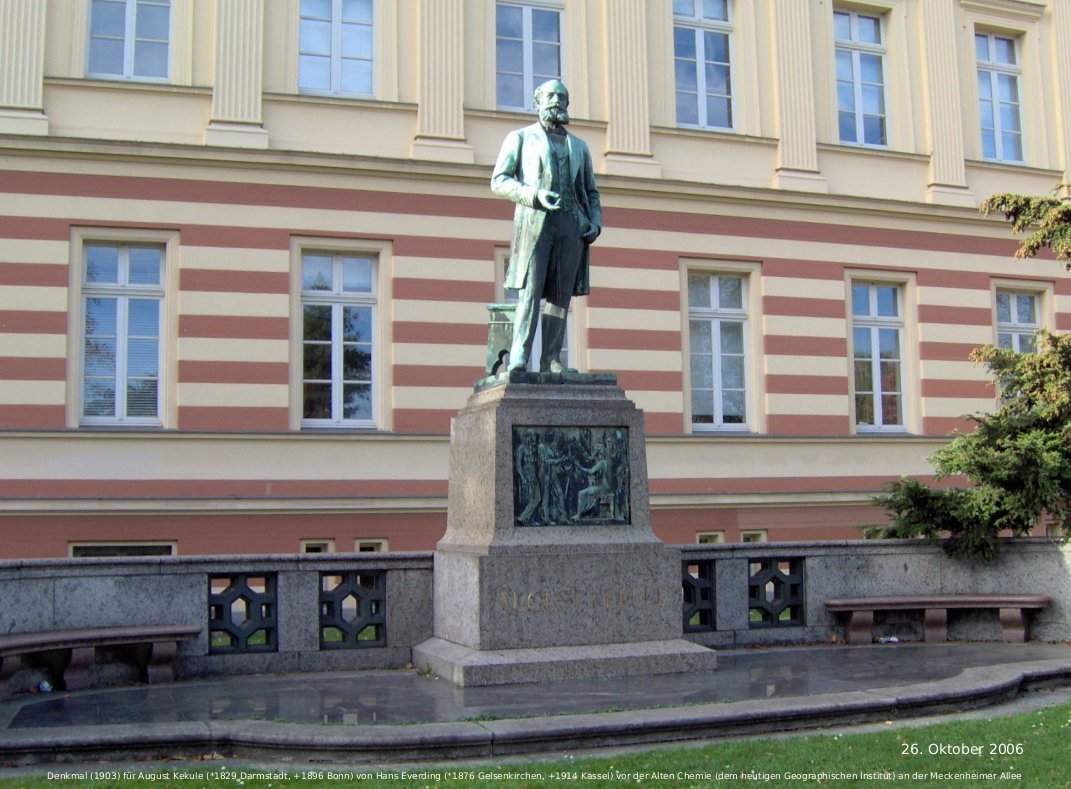
Denkmal von Friedrich August Kekulé von Stradonitz vor dem Chemischen Institut Bonn, 2006
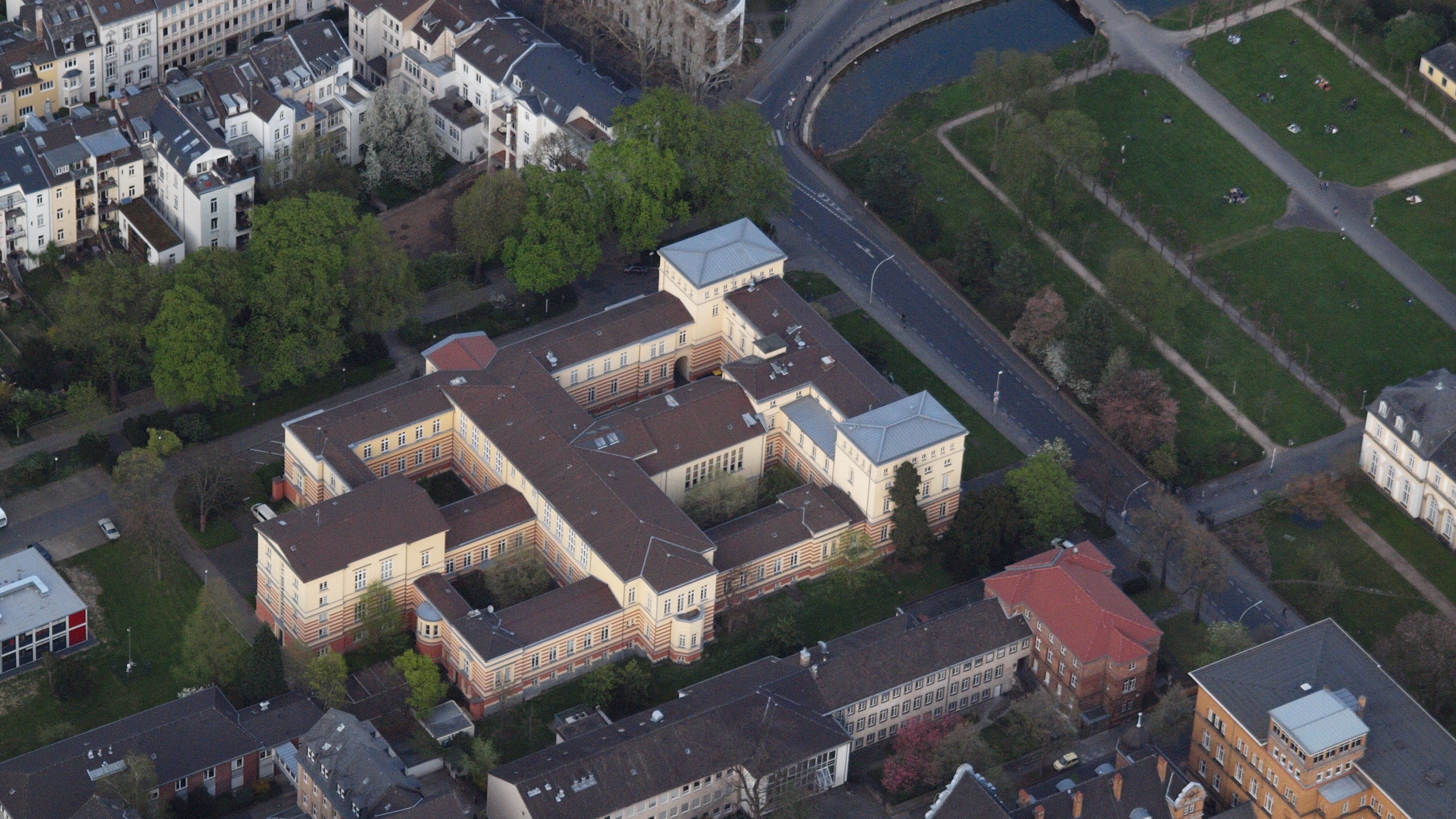
Altes Chemisches Institut Bonn, 2014
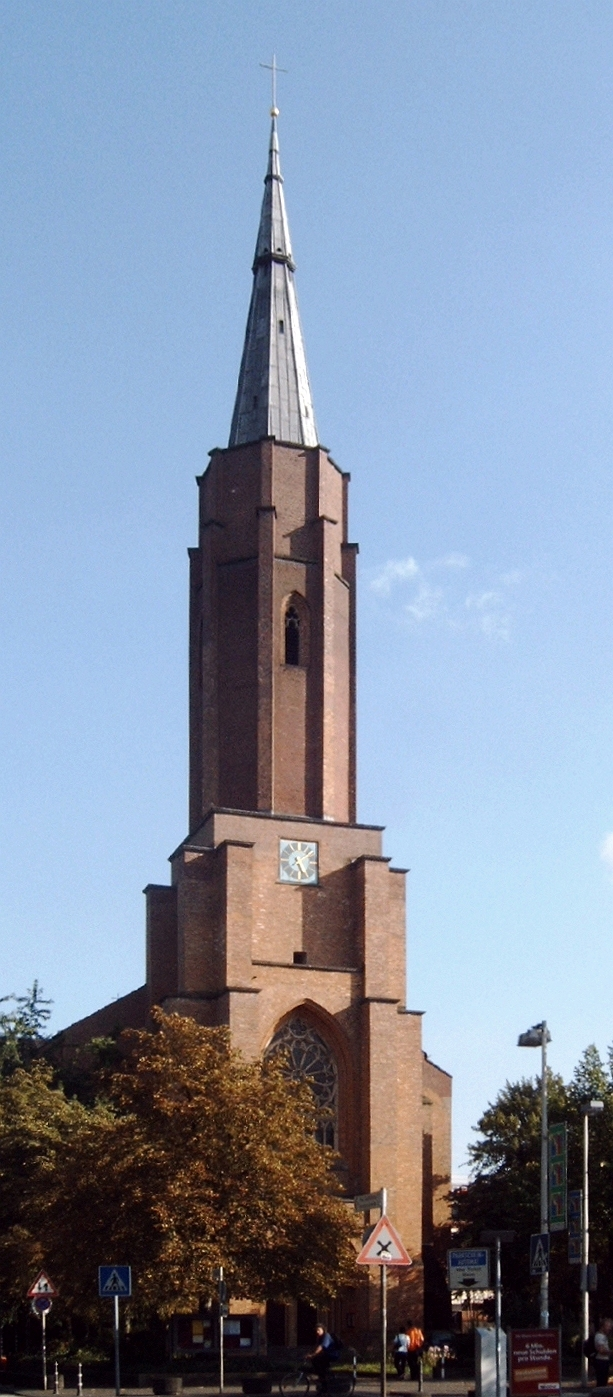
Kreuzkirche Bonn, 2005
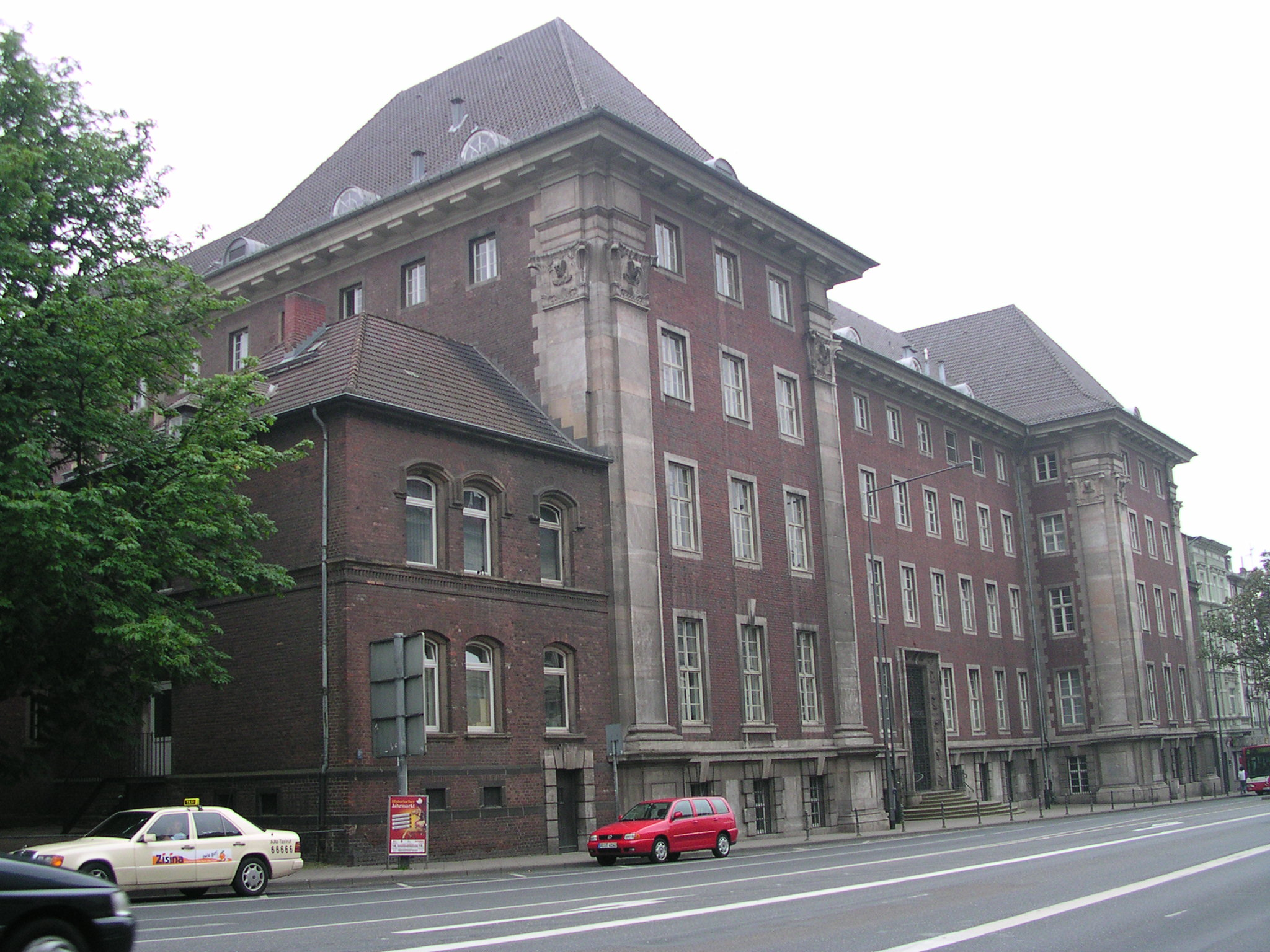
Landgericht Aachen, 2006

## Auszeichnungen
- 1868: Charakterisierung als Baurat[10]
- 1884: Verleihung des Königlich Preußischen Kronenordens III. Klasse[18]